# Dolar Cookových ostrovů
Dolar Cookových ostrovů je platidlem Cookových ostrovů souběžně s novozélandským dolarem. Dolar Cookových ostrovů nemá vlastní ISO 4217 kód, je jen lokální variantou zákonného platidla Nového Zélandu - novozélandského dolaru - ten má kód NZD. Dolar Cookových ostrovů je tedy pevně navázáný na novozélandský dolar v poměru 1:1. Jedna setina dolaru se nazývá „cent“. Měna není volně směnitelná, bankovky a mince lze získat pouze přímo na ostrovech.

## Mince a bankovky
Mezi roky 1976 a 2010 se razily mince o nominálních hodnotách 1, 2, 5, 10, 20, 50 centů a 1 dolar. V roce 2015 byla však vydána nová série mincí, která postupně nahradila tu předchozí. Hodnoty těchto mincí jsou 10, 20, 50 centů a 1, 2, 5 dolarů. Mince vydané před uvedením nové série z roku 2015 přestaly být platidlem dne 1. května 2016. Na aversní straně všech mincí je podobizna královny Alžběty II., na reversní motivy přírody a historie Cookových ostrovů.
Prvotně byly vydávány bankovky 3, 10, 20, 50 dolarů. Bankovky o nominálních hodnotách 10, 20 a 50 dolarů však byly později zbaveny statutu zákonného platidla. Jedinou originální bankovkou je tedy ta třídolarová.